# Sebastiano Neri
Sebastiano Neri, detto Nello (Lentini, 15 giugno 1954), è un politico e magistrato italiano.

## Biografia
Magistrato, coniugato, due figli.
È sostituto procuratore del tribunale di Catania quando è stato eletto nel 1994 alla Camera dei deputati , nella XII legislatura, schierato dal Polo delle Libertà nel collegio di Paternò in collegamento con Alleanza Nazionale. Nel settembre 1994 è eletto segretario del Comitato parlamentare di controllo sui servizi segreti.
Viene nominato da Fini responsabile giustizia di AN.
Nella legislatura successiva (1996) è stato riconfermato alla Camera nello stesso collegio e in collegamento con lo stesso partito. Iscrittosi al gruppo di Alleanza Nazionale, durante il mandato parlamentare ha fatto parte della Commissione Giustizia e della Commissione Antimafia.
Nel 2001 si è candidato alle elezioni regionali in Sicilia nel collegio regionale, nel "listino" presentato dal centrodestra a sostegno della candidatura di Salvatore Cuffaro alla presidenza della Regione, ma ha mancato l'elezione. Primo dei candidati non eletti. Torna in magistratura, e viene allora nominato vice Capo Dipartimento per gli Affari di Giustizia del Ministero di Grazia e Giustizia.
Il 2 aprile 2003 è però subentrato ad Antonino Croce, morto nel frattempo, come deputato all'Assemblea Regionale Siciliana, e si è iscritto prima al gruppo di AN, e nel 2005 rompe con AN e aderisce al gruppo del Movimento per l'Autonomia. Nel 2004 è stato eletto sindaco di Lentini, carica dalla quale è stato dichiarato decaduto all'inizio del 2006 per incompatibilità con il mandato di parlamentare regionale.
Nella XV Legislatura (2006) è tornato alla Camera, candidato nella lista Lega Nord-Movimento per l'Autonomia nella circoscrizione Sicilia 2: ancora una volta primo dei candidati non eletti, il 19 luglio 2006 è subentrato a Nicola Leanza, che nel frattempo era stato eletto anche deputato regionale in Sicilia e ha optato per quest'ultimo mandato. A Montecitorio è stato nominato componente della Commissione Giustizia.
Nel 2008 si è ricandidato con il Movimento per le Autonomie ma non è stato eletto, ed è tornato in magistratura, come consigliere della Corte d'appello del tribunale di Roma.
Nel novembre 2010 si è avvicinato al movimento Forza del Sud. Nel giugno 2011 si è ricandidato a sindaco di Lentini con Forza del Sud, PDL e Pid, ma ha perso al ballottaggio con il candidato di Terzo Polo e PD.
Dal 27 giugno 2016 è presidente di sezione della corte d'appello di Messina.